# April
Der April (von lateinisch Aprilis) ist der vierte Monat des Jahres im gregorianischen Kalender. Er hat 30 Tage und beginnt mit demselben Wochentag wie der Juli und in Schaltjahren auch wie der Januar. Im römischen Kalender war der Aprilis ursprünglich der zweite Monat, weil mit dem Ende des Winters im März das neue landwirtschaftliche (aber auch militärische) Jahr begann.

## Etymologie
Es gibt keine gesicherte Herleitung des Namens. Da die Namen der ersten Jahreshälfte Götter wiedergeben, könnte es von Aphrodite stammen, die als Göttin für Liebe zu April passen würde, auch wenn der römische Name Venus gewesen wäre. Der Name bezieht sich möglicherweise auch auf die sich öffnenden Knospen im Frühling und wäre dann, ebenso wie die auf Vegetation bezogene Deutung des Aprils als „der die Erde öffnende Monat“, vom Lateinischen aperire („öffnen“) herzuleiten. Eine andere Etymologie sieht apricus („sonnig“) als Ursprung des Wortes. Zur Regierungszeit Kaiser Neros wurde der Monat ihm zu Ehren in Neroneus umbenannt, was sich allerdings nicht durchsetzte. Unter Kaiser Commodus hieß der Monat dann Pius, einer der Namen des Kaisers, auch diese Umbenennung wurde nach seinem Tod wieder rückgängig gemacht.
Der alte deutsche Name, der durch Karl den Großen im 8. Jahrhundert eingeführt wurde, ist Ostermond, später auch Ostermonat (althochdeutsch: ostaramond  bzw. ostarmanoth) genannt, weil Ostern meist im April liegt. Andere, heute kaum mehr gebräuchliche Bezeichnungen sind Wandelmonat, Grasmond oder auch Launing.
Der Legende nach wurde Luzifer am 1. April aus dem Himmel verstoßen.

## Bräuche und Redewendungen

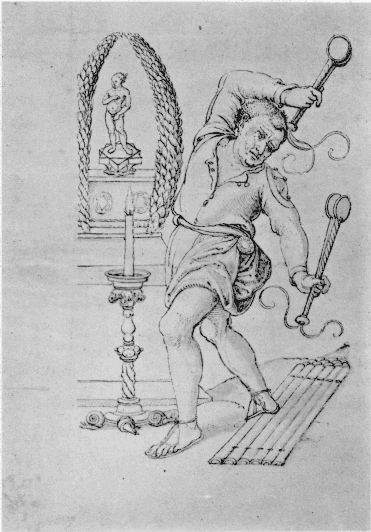
Der Monat April im Chronograph von 354 des spätantiken Kalligraphen Filocalus.

Seit dem 16. Jahrhundert ist in Europa der Brauch belegt, am 1. April einen Aprilscherz zu begehen, indem man einen Mitmenschen mit einer Lügengeschichte „in den April schickt“. Daher stammen auch die folgenden beiden Sprichwörter:

„Am 1. April schickt man den Narren, wohin man will.“

„Im April, da macht jeder, was er will.“

Aprilwetter steht bildlich für wechselhaftes Wetter, auch wenn es in anderen Monaten stattfindet:

„April, April – der macht, was er will“

## April im Gedicht
Zahlreiche Schriftstellerinnen und Schriftsteller haben dem Monat April Gedichte gewidmet.

## Klima
- Die höchste globale Monatsmitteltemperatur für einen Aprilmonat wurde im Jahr 2024 verzeichnet,[7] gefolgt von 2025 und 2016.[8]

- Bei den Temperaturanomalien im April 2024 verzeichneten über 40 Messstandorte mit längeren Messreihen in der Schweiz den höchsten Luftdruck für den Monat April seit Messbeginn.[9]

## Weblinks

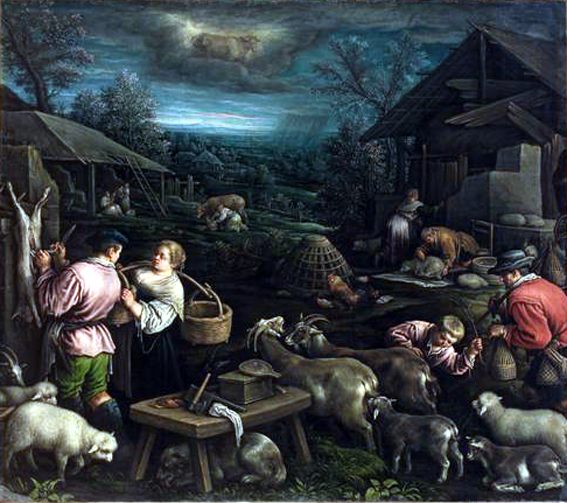
April, Leandro Bassano